# Thorstein Johansen
Thorstein Johansen (n. 7 ianuarie 1888, Christiania, Suedia-Norvegia – d. 2 august 1963, Oslo, Norvegia) a fost un trăgător de tir ce a reprezentat Norvegia, medaliat olimpic. A participat la o ediție a Jocurilor Olimpice (1920) în care a câștigat o medalie de aur.

## Participări
Lista de mai jos prezintă principalele competiții la care a participat Thorstein Johansen de-a lungul carierei.
- shooting at the 1920 Summer Olympics – men's 100 metre team running deer, double shots[*]